# Liste jüdischer Theater
Die Liste jüdischer Theater umfasst Theater, die sich als jüdische oder jiddische Theater bezeichneten oder bezeichnen.

## Israel
Tel Aviv
- Habimah-Nationaltheater (seit 1931)

## Europa

### Deutschland
Berlin
- Gebrüder-Herrnfeld-Theater (1896–)
- Kleinkunsttheater/Kabarett Kaftan (1930–1933)
- Theater des Jüdischen Kulturbundes
- Deutsch-Jüdisches Theater (seit 2001)

Hamburg
- Theater Schachar (1998–2004)

Hannover
- Massel-Theater

Köln
- Michoels-Theater (seit 1996)

Rostock
- Makeah-Theater (seit 1997)

### Niederlande
Amsterdam
- Jiddisches Kabarett LiLaLo (1959–1983)

### Österreich
Wien
- Budapester Orpheum (1891–1938)
- Jüdische Bühne (1908–1938)
- Max & Moritz (1910–1938, 1947–)
- Freie jüdische Volksbühne (1919–1922)
- Jüdisches Künstlerkabarett (1925–1931)
- Jüdische Künstlerspiele (1928–1938)
- Jüdisch-Politisches Kabarett (1928–1938)
- Jüdisches Kulturtheater (1935–1938)
- Jüdisches Theater Austria (seit 1999)
- Theater Hamakom Nestroyhof (seit 2009)

### Polen
Kraków
- Jüdisches Theater ( -1939)

Łódź
- Marionettentheater Chad gadje (1922-)
- Varieté-Theater Schor habor (1922-)
- Kleinkunstbühne Ararat (1927-)
- Jüdisches Puppentheater (1927-)
- Jüdisches Theater (-1950)

Warschau
- Kamiński-Theater (1914- )
- Jiddisches Kunsttheater (1921- )
- Jiddisches Kleinkunsttheater Azazel (1925- )
- Ida-Kamińska-Theater (1933- )
- Jüdisches Theater „Esther Rachel und Ida Kamiński“ (seit 1950)

Wrocław (Breslau)
- Niederschlesisches Jüdisches Theater (-1950)

### Rumänien
Bukarest
- Staatliches Jüdisches Theater (seit 1941)

Iasi
- Staatliches Jüdisches Theater (1949–1964)

### Russland
Moskau
- Habimah-Theater (bis 1926)
- Staatliches Jüdisches Theater (1920–1949)

### Schweden
Stockholm
- Jüdisches Theater (1995–2013)

### Ukraine
Lwiw (Lemberg)
- Staatliches Jüdisches Theater (1940er Jahre, Sowjetunion)

## Nord- und Südamerika

### Argentinien
Buenos Aires
- Jüdisches Theater (1901- )

### Kanada
Montreal
- Yiddish Theatre Dora Wasserman (seit 1958)

Winnipeg
- Jewish Theatre

### USA
New York
- Grand Theatre (1903- )
- Folksbiene (seit 1915)
- Yiddish Art Theatre (1918–1958)
- Jewish Theater (seit 1994)
- New Yiddish Rep

## Asien

### Kirgistan
Bischkek (ehemals Frunse)
- Jüdisches Theater (1940er Jahre)

### Russland
Birobidschan
- Jüdisches Musiktheater
- Jüdisches Theater

### Usbekistan
Taschkent
- Jüdisches Theater (1937- )